# Organizzazione Cristiano Democratica d'America
L'Organizzazione Cristiano Democratica d'America (ODCA, in lingua spagnola Organización Demócrata Cristiana de América ed in lingua portoghese Organização Democrata Cristã da América) è l'organizzazione politica americana dei partiti democristiani. Creata il 23 aprile 1947 dai rappresentanti di Argentina, Brasile, Cile, Perù e Uruguay, è affiliata all'Internazionale Democratica Centrista.
Attualmente, alcuni partiti membri della ODCA partecipano ai governi di Messico, Colombia, Repubblica Dominicana, Argentina e Uruguay.
Attualmente il presidente è il messicano Jorge Ocejo Moreno e il segretario esecutivo è il cileno Francisco Javier Jara.
L'organizzazione giovanile si chiama JODCA (in spagnolo: Juventud de la Organización Demócrata Cristiana de América ed in portoghese: Juventude da Organização Democrata Cristã da América).

## Partiti membri

### Membri effettivi
- Argentina: Partito Democratico Cristiano (Partido Demócrata Cristiano)
- Argentina: Partito Giustizialista (Partido Justicialista)
- Bolivia: Partito Democratico Cristiano della Bolivia (Partido Demócrata Cristiano)
- Brasile: Democratici (Demócratas)
- Cile: Partito Democratico Cristiano del Cile (Partido Demócrata Cristiano)
- Colombia: Partito Conservatore Colombiano (Partido Conservador Colombiano)
- Costa Rica: Partito Unità Sociale Cristiana (Partido Unidad Social Cristiana)
- Cuba: Directorio Democrático Cubano
- Cuba: Proyecto Demócrata Cubano
- Cuba: Partito Democratico Cristiano Cubano (Partido Demócrata Cristiano)
- Cuba: Movimiento Cristiano Liberación
- Ecuador: Unione Democratica Cristiana (Unión Demócrata Cristiana de Ecuador)
- El Salvador: Partito Democratico Cristiano (Partido Demócrata Cristiano)
- Guatemala: Partido TODOS
- Haiti: Rassemblement des Démocrates Nationaux Progressistes
- Honduras: Partito Democratico Cristiano dell'Honduras (Partido Demócrata Cristiano)
- Messico: Partito Azione Nazionale (Partido Acción Nacional)
- Panama: Partido Popular
- Paraguay: Partito Democratico Cristiano (Partido Demócrata Cristiano)
- Perù: Partito Popolare Cristiano (Partido Popular Cristiano)
- Rep. Dominicana: Partito Riformista Social Cristiano (Partido Reformista Social Cristiano)
- Suriname: Progressieve Suriname Volkspartij
- Trinidad e Tobago: United National Congress
- Uruguay: Partido Demócrata Cristiano
- Venezuela: COPEI (Comité de Organización Política Electoral Independiente)

### Membri osservatori
- Brasile: Partito della Social Democrazia Brasiliana (Partido de la Social Democracia Brasileña)
- Perù: Partido Demócrata Cristiano
- Paraguay: Partito Patria Amata (Partido Patria Querida)
- Uruguay: Unione Civica (Unión Cívica)
- Uruguay: Partito Nazionale (Partido Nacional)
- Venezuela: Convergencia